# Urocerus augur
Urocerus augur är en stekelart som först beskrevs av Johann Christoph Friedrich Klug 1803.  Urocerus augur ingår i släktet Urocerus, och familjen vedsteklar. Arten är tillfälligt reproducerande i Sverige.